# 中国人民解放军海军试验基地
中国人民解放军海军试验基地，位于辽宁省葫芦岛市，隶属中国人民解放军海军领导机构，是中国人民解放军海军的武器装备试验基地，番号为92493部队。

## 沿革
1957年10月15日，中华人民共和国政府和苏联政府议定，从苏联为中国陆、海、空三军引进4枚导弹，由苏联协助组建科研试验靶场并培训第一批战斗使用部队。根据该协定，为中国人民解放军海军引进542型岸舰导弹武器系统，自1958年底起分批交货。培训战斗使用部队的苏军官兵随首批装备同时抵达中国。由此，组建海军导弹试验靶场便成为紧迫任务。
1958年1月底，杨国宇奉海军和二十兵团首长的命令，会同科尔金等苏联专家，在中国沿海地区选点勘察。2月，杨国宇和科尔金向中国人民解放军海军司令员萧劲光、副司令员周希汉汇报，建议在辽宁某地建设海军导弹试验靶场，萧劲光表示同意。3月某晚，海军副司令员罗舜初找到时任海军航空兵部部长的史子才，谈组建海军靶场的事宜，告诉史子才已确定由史子才去海军导弹试验靶场做政治工作，同时罗舜初还向史子才介绍了靶场的使用、任务及建场背景、可能的困难，并对组建工作提出了要求。此后，史子才在海军航空兵系统选调了一批干部，4月到北京报到。最先到北京报到的有杨国宇、孙亮平及机关干部共十多人。
当时，中国人民解放军仿照苏军体制，将海军靶场作为国家中心靶场即导弹试验总场的一个分场，接受海军和总场双重领导。总场以二十兵团机关为基础组建，海上分场由海军选调干部组建。当时靶场筹委会在北京借驻在炮兵司令部大院，和总场的部分人员共同办公。3月上旬至4月上旬，杨国宇、孙亮平、科尔金等25人再次对建场地区及附近海域开展战术技术勘察。勘察过程中，工程兵司令员陈士榘，海军副司令员罗舜初、周希汉，二十兵团司令员孙继先，总参谋部作战部部长王尚荣，苏联勘察专家组总组长盖耶可夫等人都亲临勘察现场。中国人民解放军总参谋长黄克诚听取汇报后，最终说服苏联专家放弃了迁走场区岛上1700多名居民的要求。工程兵司令部以勘察委员会的名义，向中央军委及中华人民共和国国防部呈交了《关于选择中国人民解放军科学试验靶场海上部分的报告》，确定了建场地区。4月底，参与筹建的工作人员经苏联专家协助，由杨国宇、孙亮平、史子才主持，编写审定了在建场地区开展战术技术勘察的详细报告。遵照上级安排，由苏联专家负责编拟靶场设计任务书，由海军工程部和工程兵设计院负责工程设计，施工部队由总参谋部在全军内调度。
基地组建时，无现成机构，干部均从海军各单位抽调。筹建委员会对选调的干部进行了严格审查。按照苏联专家的要求，技术干部必须是工程师、大学生，但是当时的中国人民解放军海军部队里连大学生都很少。所以选调工作改为挑选有高中或者中专学历、经几年学习和教学锻炼的院校教员作为技术干部。最后从各单位抽调了一共61名干部来北京参加筹建工作。5月份起，先后派出22名军事和技术干部参加国防部第五研究院组织的导弹技术学习班。同年8月，杨国宇、史子才去沈阳向沈阳军区首长和中共辽宁省委领导汇报建场情况。中共辽宁省委第一书记黄火青听取汇报后，随即致信基地所在市委要求支持。
1958年10月20日，国防部授予“中国人民解放军海军训练基地”番号，直属海军建制领导。1958年11月，杨国宇、孙亮平、史子才等人和在北京从事筹建工作的大部分人员进驻建场地点。12月26日，海军传来国防部部长彭德怀10月11日发出的命令：任命郑国仲为司令员，王大华为政委，杨国宇、孙亮平为副司令员，史子才为副政委兼政治部主任。
该基地主要承担中国人民解放军海军各型导弹、舰炮、雷达、鱼水雷等新型武器装备以及各型舰艇、飞机等配套武器系统的试验鉴定任务，是中华人民共和国唯一的海上靶场。中国人民解放军海军全部武器装备和新舰武器测试都在此进行。
1965年5月，改属国防科委建制，番号为中国人民解放军第二十三训练基地。1969年8月，重归海军建制，为中国人民解放军海军第二十三训练基地。1976年11月，恢复为中国人民解放军海军训练基地。1980年12月，改称中国人民解放军海军试验基地。
1964年，该靶场首次独立组织岸舰导弹发射任务失败，半个月后第2枚岸舰导弹成功击中目标。不久，该靶场又承担了中国水下运载火箭发射任务，经过15年努力，先后攻克引导雷达、数字传输、弹道测控等近百个技术难题，1982年10月12日，水下运载火箭成功发射，中国成为继美国、苏联、英国、法国之后第五个完全掌握水下发射导弹技术的国家。
该靶场创造了中华人民共和国海防史上100多项第一：中国第一个岸舰导弹营，第一代舰船电子干扰设备，第一艘导弹艇、第一艘导弹驱逐舰、第一艘导弹潜艇、第一架挂载导弹的轰炸机。
该基地靶弹研发中心创建后，成功研发了多种新型靶弹，完成了多个型号新型舰载防空导弹试验供靶任务，填补了国内十多项重大技术空白，获3项军队科技进步一等奖、二等奖。
截至2013年，该基地主营区面积已达20多平方公里。由于多年积极开展绿化，主营区有森林面积3万多亩，植被、鸟类及各种动物数百种，营区绿化覆盖率91%。

## 历任领导
| 司令员 1. 郑国仲少将（1958年10月—1975年8月） 2. 赖金华（1976年—1981年2月，至1978年5月为代理） 3. 田作成（1981年2月—1985年8月） 4. 王惠悫海军少将（1985年8月—1995年7月） 5. 李文光海军少将（1995年7月—2000年12月） 6. 徐甘泉海军少将（2000年12月—2005年） 7. 曹东沈海军少将（2005年11月—2009年9月） 8. 王先金海军少将（2009年—2014年） 9. 吴仿春海军少将（2014年—） | 政治委员 1. 王大华少将（1958年10月—1975年12月） 2. 江学彬（1975年12月—1983年8月） 3. 张正德（？—1985年） 4. 阴法舜海军少将（1985年—1991年） 5. 刘家声海军少将（1991年—1997年12月） 6. 黄代培海军少将（1997年12月—1998年10月） 7. 沈裕峰海军少将（1998年10月—2003年6月） 8. 樊平均海军少将（2003年6月—？） 9. 陆晓海军少将（2011年—2013年） 10. 朱谦海军少将（2013年—2014年12月） 11. 孙景平海军少将（2014年12月—） |

## 试验区
海军某试验区（91550部队）位于辽宁省大连市，是中华人民共和国唯一的潜射武器试验靶场。
| 司令员 …… - 胡文萃（2007年—？） - 张跃奎（？—？） - 宋丛浩（？—） | 政治委员 …… - 陈孝强（？—） |

海军某试验区（92941部队）位于辽宁省葫芦岛市。

| 司令员 …… - 付新胜（？—？） …… | 政治委员 …… - 于继峰（？—？） …… |

海军某试验区（91404部队）位于河北省秦皇岛市。
| 司令员 …… - 李秀良（？—） | 政治委员 …… |